# 赛义德·马鲁夫
赛义德·马鲁夫（波斯語：‎，1985年10月20日—），伊朗男子排球运动员，2010年亚洲运动会男子排球银牌得主、2014年亚洲运动会男子排球金牌得主、2018年亚洲运动会男子排球金牌得主。